# Youssef Nafae
Youssef Nafae (arab. يوسف نافع, ur. 30 lipca 1983 w Sattat) – marokański piłkarz, grający jako obrońca.

## Kariera klubowa

### Początki
Zaczynał karierę w Raja Casablanca, do pierwszego zespołu przebił się w 2004 roku. 1 lipca 2006 roku został graczem Olympic Safi.

### Olympique Khouribga
1 stycznia 2010 roku przeniósł się do Olympique Khouribga. W sezonie 2011/2012 zagrał 12 meczów i strzelił jednego gola. W sezonie 2012/2013 wystąpił w 26 meczach, strzelił 3 gole i miał 2 asysty. W sezonie 2013/2014 zagrał 16 meczów.

### Dalsza kariera
1 lipca 2015 roku, po rocznym byciu bez klubu, został zawodnikiem Ittihadu Khémisset. 1 lipca 2018 roku zakończył karierę.